# Mahyar Sedaghat
Mahyar Sedaghat (persisch مهیار صداقت; geboren am 18. April 1996 in Teheran) ist ein iranischer Sportschütze.

## Karriere
Mayhar Sedaghat begann 2011 mit dem Schießsport und nahm ab 2012 an Wettbewerben teil. Er ist als Schütze Rechtshänder, sein bevorzugtes Auge ist das rechte. Bei den Asienmeisterschaften 2013 konnte Sedaghat als Jugendlicher eine Goldmedaille erringen. Er vertrat 2018 den Iran bei den Asienspielen in Jakarta und erreichte im Dreistellungskampf mit dem Kleinkalibergewehr den sechsten Platz. 2019 wurde Sedaghat bei den Asienmeisterschaften in Doha in der Mannschaftswertung mit dem Luftgewehr über 10 Meter Dritter. Im selben Jahr gewann er bei der Sommer-Universiade 2019 in Neapel mit Najmeh Khedmati in der Mixedkonkurrenz mit dem Luftgewehr über 10 Meter die Goldmedaille und sicherte sich in der Mannschaftswertung bei den Herren in dieser Disziplin Silber.
Er nahm an den Olympischen Spielen 2020 in drei Disziplinen teil. Beim Luftgewehrschießen belegte Sedaghat über 10 Meter den neunten Platz und mit Najmeh Khedmati im Mixed den 15. Platz. Den Dreistellungskampf über 50 Meter mit dem Kleinkalibergewehr schloss er auf Rang 20 ab.